# Handball Octeville-sur-Mer
Le Handball Octeville-sur-Mer, abrégé en HBO, est un club français de handball basé à Octeville-sur-Mer en Seine-Maritime et fondé en 1977.
Promu en Championnat de France de D2 lors de la saison 2009-2010, le club termine 3e la saison suivante. Relégué en 2015, le HBO remonte en D2 en 2017 avant d'être à nouveau relégué en Nationale 1 au terme de la saison 2021-2022.

## Personnalités liées au club

### Entraîneurs
- 2015-2016 :  Christine Vanparys
- 2016-2019 :  Mickaël Moreno
- 2020-2022 :  Gautier Boivin[1]
- 2022-janv. 2024 :  Grégory Loubier[2]
- 2025-aujourd'hui :  Aurélie Leblond / Isabelle Louis

### Bureau
- Président : Patrice Anne
- Secrétaire : Virginie Lecointre
- Trésorier : Laurent Mulot

### Joueuses actuelles
- Malia Yusuf Caillaud : Pivot
- Xhésika Mehmetaj : Pivot
- Aminata Camara : Arrière
- Héta Nakaté : Arrière Gauche
- Jawaher Mouedeb : Arrière Gauche
- Iman Siha Mbedy : Arrière Gauche
- Océane Nicot : Arrière / Ailière Droite
- Fatoumata Fofana : Ailière Droite
- Solène Ruelland : Ailière Droite
- Lola Deschildre : Ailière Gauche
- Brenda-Sherryl Attisso : Ailière Gauche
- Rania Barrek : Demi-centre
- Lola Boiteux : Gardienne
- Tifenn Le Cloarec : Gardienne

### Personnalités liées club
Parmi les personnalités liées au club, on trouve :
- Haifa Abdelhak : joueuse de 2009 à 2012 et depuis 2015
- Camille Aoustin : joueuse de 2010 à 2011
- Joséphine Nkou : joueuse de 2020 à 2021
- Dienaba Sy : joueuse jusqu'en 2014 (formée au club)

Page Facebook du club